# سوغوک‌کویو (امیرداغ)
سوغوک‌کویو (به ترکی استانبولی: Soğukkuyu) یک منطقهٔ مسکونی در ترکیه است که در امیرداغ واقع شده‌است.